# Ry
Ry er en stationsby i Østjylland med 7.479 indbyggere  (2024), og centrum i Ry Sogn. Den ligger i Skanderborg Kommune og hører til Region Midtjylland (før Strukturreformen i 2007 var Ry hovedsæde for Ry Kommune i Århus Amt). Byen er beliggende mellem søerne Gudensø, Birksø, Vessø, Rye Mølle Sø og Knudsø ved Gudenåens løb.
Ry er en forholdsvis ung by, der er opstået omkring jernbanen. Derfor kaldtes byen i en årrække for Ry Station. Det oprindelige ældste Ry benævnes i dag Gammel Rye.
Ry udvides i øjeblikket kraftigt mod øst i bydelsprojektet, Kildebjerg. I Kildebjerg integreres erhverv, fritid og bolig i en helhed. Bl.a. placeres midt i bydelen en 18 hullers golfbane.
Der er et meget aktivt foreningsliv i byen. Den lokale brugs sponserer dette med millioner hvert år. Der er en frivillig biograf, en cykelklub der har lavet gode mountainbikespor, en roklub - alle har hundredvis af medlemmer.

## Historie
I 1879 beskrives byen således: "Ry med Kirke, Præstegaard, Skole og Kro".
Omkring århundredeskiftet blev byen beskrevet således: "Rye (1401: Rydhæ, 1486: Ryde, 1495: Ryæ) med Kirke, Præstegd., Skole, Afholdshjem med Forsamlingssal (opf. 1899), Sparekasse (opr. 1876; 31/3 1900 var Spar. Tilgodeh. 33,948 Kr., Rentef. 4 pCt., Reservef. 2611 Kr., Antal af Konti 323), Kro og Telefonst."
ADVARSEL: ovenstående er forveksling af nutidens Gammel Ry og Ry (Stationsby). Beskrivelserne gælder for Gammel Ry, som tidligere blot kaldtes Ry. Gammel Ry sogn lå i Tyrsting herred, mens nutidens Ry sogn lå i Hjelmslev herred.

## Fakta
- Designer Mark Kenly Domino Tan er født og opvokset i Ry.
- Tidligere kulturminister for Radikale Venstre og stifter af Alternativet Uffe Elbæk er født i Ry.
- Sangerinde og sangskriver Stine Bramsen er født i Ry.
- Musiker og entertainer Jette Torp kommer oprindeligt også fra Ry.
- Musiker Lars Lilholt bor i Ry-området.
- Reportagefotograf Joachim Ladefoged,
- Tv-vært Thomas Mygind

- Ry er mest af alt kendt for Himmelbjerget. Der ligger i Gammel Ry sogn.
- Ry Ungdomsskole har vundet pigernes skolefodboldttunering i 2005 og 2006. Udover det var de igen i Finalen i år 2016 og fik en flot 2. Plads.
- Gudenåskolen, Ry afholdt i 2006 og igen i 2016 Lilleskole Festival med over 1500 deltagere.
- Ry Højskole er en højskole fra 1892 og med en indretning målrettet dels bæredygtighed, dels kreative aktiviteter, Især musik.
- Klovn - The Movie (2010) der er lavet af Casper Christensen og Frank Hvam, er bl.a. optaget ved Ry Marina (bådhavnen).